# Antonio Firmato de Almeida
Antonio Firmato de Almeida (Canavieiras, 15 de agosto de 1900 – Belo Horizonte, 31 de janeiro de 1992) foi um médico e político mineiro. Ajudou a controlar uma epidemia de doenças tropicais que assolavam a região de Itambacuri e atuou na elaboração de importantes estudos científicos sobre tais doenças. Foi o único prefeito eleito por três mandatos na cidade.

## História
Antonio Firmato de Almeida nasceu na fazenda Seis Irmãos, próximo à cidade de Canavieiras, na Bahia.
Seus pais, Manoel Firmato de Almeida e Francisca de Deus Almeida, faleceram quando ele tinha 10 anos de idade. Firmato e os irmãos passaram então aos cuidados do tio Melquíades.
Melquíades colocou os sobrinhos na Escola Primária em Canavieiras. Firmato concluiu os estudos nessa escola aos 14 anos de idade, mas foi trabalhar com o tio na roça. Anos depois, Melquíades convidou-o para retomar os estudos. Ele aceitou e foi para um colégio interno em Salvador – BA.
Ao fim do curso preparatório, Firmato ingressou na Faculdade de Medicina de Salvador. Formou-se médico, diplomado no dia 8 de dezembro de 1926, aos 26 anos, defendendo tese (então pré-requisito para o exercício da medicina) sobre a Doença de Nicolas-Favre.

### Início da carreira
Começou sua carreira profissional em Canavieiras, substituindo um colega que havia entrado em férias. Ao final do período, mudou-se para Jequitinhonha. Dr. Firmato sonhava trabalhar em São Paulo e veio traçando um caminho sempre rumo ao sul. De Jequitinhonha foi para Araçuaí.
Em Araçuaí foi vitimado por uma grande enchente no ano de 1927, na qual perdeu tudo o que tinha. A cheia do rio Araçuaí arrasou toda a cidade. De Araçuaí seguiu então para Teófilo Otoni, de onde iria telegrafar à família para pedir dinheiro para comprar algumas roupas e continuar viagem.
Para chegar a São Paulo precisaria pegar o trem na Estrada de Ferro Bahia-Minas, em Teófilo Otoni, até a cidade de Caravelas, no sul da Bahia. Então deveria seguir de navio para a cidade de Santos, já no estado de São Paulo.

### Chegada a Itambacuri
Nesse período, Itambacuri tinha aproximadamente 2 mil habitantes. Não existia rede de distribuição de água nem energia elétrica e havia muitos problemas de cunho estrutural. Além disso, uma séria epidemia de tifo e outras doenças tropicais castigavam a região.
Itambacuri não tinha médico, ficando a saúde a cargo dos farmacêuticos João Antonio e Joviano Antonio da Silva Pereira. A população, assustada com a epidemia, exigia um profissional da medicina. Os farmacêuticos foram então a Teófilo Otoni para tentar resolver a situação.
Por indicação de conhecidos em Itambacuri, eles chegaram ao Dr. Firmato com a missão de convencê-lo a aceitar o convite de ir para a cidade. Dr. Firmato não aceitou de imediato. Para tentar convencê-lo, fizeram uma oferta para que ele fosse, em princípio, apenas para ajudar a controlar a epidemia. Depois disso ele seguiria para São Paulo, podendo realizar seu sonho com a missão cumprida. Dessa forma, Dr. Firmato chegou a Itambacuri no dia 13 de fevereiro de 1928.

## Medicina e Pesquisa
Chegando na cidade, Dr. Firmato encontrou um cenário preocupante envolvendo doenças tropicais. As moléstias mais comuns eram: bouba, malária, tifo e leishmaniose. Além dessas, algumas verminoses também tinham grande incidência, como a esquistossomose.
O médico ajudou a controlar a epidemia e fez mais do que isso. Conseguiu chamar a atenção de autoridades sanitárias e políticos da época para a situação da saúde na região, fazendo com que Itambacuri fosse cenário de estudos premiados internacionalmente.
Entre os serviços de pesquisa realizados está a organização de um fichário onde ele registrou mais de 5 mil casos observados em sua clínica, com fotografias e anotações sobre as referidas doenças.
Com a atuação de Dr. Firmato, seus relatórios e correspondências, a situação do município foi chamando a atenção em grandes centros como Belo Horizonte, Rio de Janeiro e São Paulo, atraindo também os olhares da comunidade científica de outros países.
Pesquisadores como o peruano Hugo Pesce, professor de Dermatologia na Universidade de Lima; e Percy C. C. Garnham, professor de Medicina Tropical da Universidade de Londres, viajaram à Itambacuri para aprofundar seus conhecimentos.
No ano de 1967, o cientista sueco Dr. Sven Christiansen esteve na região, como representante da Organização Mundial de Saúde, para pesquisar sobre a bouba. O cientista constatou a erradicação total da doença em terras mineiras. Na época, o Dr. Christiansen foi auxiliado por profissionais locais da saúde, como o laboratorista José Marques de Oliveira.
Além desses, professores das Universidades Federais de Minas Gerais, São Paulo e de outros estados estiveram pela região. Entre eles, Amílcar Viana Martins (Parasitologia), Oswaldo Costa (Dermatologia), Josefino Aleixo (Leprologia), Mauro Pereira Barreto (Parasitologia), Dr. Oliveira Castro (Biologia), o malariologista José Pelegrino, e os microbiologistas José Aroeira e Dr. César Pinto - do Instituto Oswaldo Cruz.
Dr. Firmato foi um importante colaborador do Dr. César Pinto na elaboração de um estudo de 247 páginas sobre vários subtipos de esquistossomose. A obra foi condensada pelo cientista inglês H. Harold Scott no volume 47 do Tropical Diseases Bulletin, editado em Londres no ano de 1950.

## Vida Política
Com o prestígio adquirido como médico ativista nas áreas política e social, Dr. Firmato acabou entrando para a vida pública. Foi o único eleito por 3 vezes prefeito de Itambacuri.
Antes disso, foi indicado ao cargo durante a ditadura da Era Vargas, mas se recusou a tomar posse nessa condição. Candidatou-se pela primeira vez nas eleições de 1954, mas não conseguiu se eleger. Dr. Firmato foi prefeito nas gestões: 1959 – 1963, 1967 – 1971, 1973 – 1977.

### Algumas realizações
Instalou, no ano de 1930, o primeiro Posto de Saúde e Higiene de Itambacuri, incluindo a cidade nos planos de melhoramentos do Serviço Especial de Saúde Pública (SESP). O feito, que se realizou durante a gestão de Dr. Vital e com o auxílio do vereador Wilson Lago Pinheiro, foi considerado uma grande conquista pelo fato da cidade não estar incluída nos planos do convênio com o SESP.
O Posto foi ampliado no ano de 1962, já na gestão de Dr. Firmato.
Trabalhando em conjunto com o prefeito Dr. Vital, conseguiu mudar para a cachoeira do rio Poquim a rede condutora de água utilizada no consumo urbano. Posteriormente, em seu governo, inaugurou a Estação de Tratamento de Água, sob direção do SESP.
Nas suas administrações foram fundados o Grupo Educacional Prof. Tangrins e o Grupo Educacional de São José do Fortuna. Construiu o Mercado Municipal, a praça Farmacêutico João Antônio, a praça Tenente Lages e ampliou a rede elétrica urbana. Foi Diretor do Hospital São Vicente de Paula por mais de 20 anos. Construiu a Cadeia Municipal e remodelou o Aprendizado Carlos Prates. Várias outras conquistas aconteceram sob sua influência ou diretamente nas suas administrações.